# Modak
Modak là một thị trấn thống kê (census town) của quận Kota thuộc bang Rajasthan, Ấn Độ.

## Nhân khẩu
Theo điều tra dân số năm 2001 của Ấn Độ, Modak có dân số 6363 người. Phái nam chiếm 54% tổng số dân và phái nữ chiếm 46%. Modak có tỷ lệ 68% biết đọc biết viết, cao hơn tỷ lệ trung bình toàn quốc là 59,5%: tỷ lệ cho phái nam là 78%, và tỷ lệ cho phái nữ là 56%. Tại Modak, 18% dân số nhỏ hơn 6 tuổi.